# Callihamus badius
Callihamus badius is een hooiwagen uit de familie Triaenonychidae. De wetenschappelijke naam van Callihamus badius gaat terug op Roewer.